# Đảng Cộng sản Estonia
Đảng Cộng sản Estonia (tiếng Estonia: Eestimaa Kommunistlik Partei, tiếng Nga: Коммунистическая партия Эстонии, EKP) là một đảng chính trị ở Estonia.
EKP được thành lập ngày 5 tháng 11 năm 1920 khi Ủy ban Trung ương phòng Estonia của các bộ phận Đảng Cộng sản Nga (Bolshevik) đã được tách ra từ đảng mẹ của EKP. Trong nửa đầu của năm 1920 với hy vọng một cuộc cách mạng thế giới ngay lập tức vẫn được đảng này nung nấu và những người cộng sản Estonia cộng sản đã hy vọng riêng phục hồi lại quyền lực của họ. Cuộc khủng hoảng kinh tế và xã hội rộng rãi cho rất nhiều hỗ trợ cho rằng loại của hy vọng. Hoạt động của đảng này đã không chỉ để hỗ trợ chương trình nghị sự, nhưng cũng sẵn sàng tham gia vào các hành động bất hợp pháp, chẳng hạn như tổ chức căn hộ bí ẩn, vận chuyển vũ khí và các tài liệu tuyên truyền cộng sản, che giấu hoạt động bí mật và thu thập thông tin cho cách mạng. Kết quả trong một tình huống xung đột thường trực với các chính phủ. Do được định hướng không phải đến các mục tiêu hợp pháp, đảng EKP không bao giờ cố gắng để hợp pháp hóa tại Cộng hòa tiếng Estonia, cũng như không từ bỏ nhu cầu cho các cuộc nổi dậy vũ trang và tham gia Estonia vào Liên Xô.
Mặc dù EKP đã giảm xuống thấp hơn từ phổ biến của họ năm 1917, nó vẫn có hỗ trợ đáng chú ý chủ yếu là giữa các giai cấp vô sản công nghiệp, nhưng đôi khi cũng trong số những người nông dân không có đất, những người thất nghiệp, giáo viên và học sinh. Đặc biệt là vào những năm 1920, đảng đã có vị trí mạnh mẽ trong phong trào công đoàn. Trong cuộc bầu cử quốc hội EKP tổ chức trước đã luôn luôn nhiều hơn 5% số phiếu bầu. Tuy nhiên, sau âm mưu đảo chính thất bại bởi những người cộng sản Estonia vào ngày 01 tháng 12 năm 1924, đảng bị mất này hỗ trợ và thành viên giảm xuống còn khoảng 7-20 người và vẫn còn thấp cho đến khi năm 1940. Theo hồ sơ riêng của ECP, có chỉ có 150 đảng viên tại thời điểm sự chiếm đóng của Liên Xô vào tháng 7 năm 1940.